# Frankrikes Grand Prix 1983
Frankrikes Grand Prix 1983 var det tredje av 15 lopp ingående i formel 1-VM 1983.  

## Resultat
1. Alain Prost, Renault, 9 poäng
2. Nelson Piquet, Brabham-BMW, 6
3. Eddie Cheever, Renault, 4
4. Patrick Tambay, Ferrari, 3
5. Keke Rosberg, Williams-Ford, 2
6. Jacques Laffite, Williams-Ford, 1
7. René Arnoux, Ferrari
8. Michele Alboreto, Tyrrell-Ford
9. Jean-Pierre Jarier, Ligier-Ford
10. Marc Surer, Arrows-Ford
11. Johnny Cecotto, Theodore-Ford
12. Andrea de Cesaris, Alfa Romeo
13. Bruno Giacomelli, Toleman-Hart (varv 49, växellåda)

### Förare som bröt loppet
- Raul Boesel, Ligier-Ford (varv 47, motor)
- Corrado Fabi, Osella-Ford (36, motor)
- Manfred Winkelhock, ATS-BMW (36, turbo)
- Niki Lauda, McLaren-Ford (29, hjullager)
- Mauro Baldi, Alfa Romeo (28, snurrade av)
- Chico Serra, Arrows-Ford (26, växellåda)
- Roberto Guerrero, Theodore-Ford (23, motor)
- Danny Sullivan, Tyrrell-Ford (21, koppling)
- Elio de Angelis, Lotus-Renault (20, elsystem)
- Riccardo Patrese, Brabham-BMW (19, vattenläcka)
- Derek Warwick, Toleman-Hart (14, motor)
- Nigel Mansell, Lotus-Ford (6, kroppsligt)
- John Watson, McLaren-Ford (3, motor)

### Förare som ej kvalificerade sig
- Eliseo Salazar, RAM-Ford
- Piercarlo Ghinzani, Osella-Ford
- Jean-Louis Schlesser, RAM-Ford